# Szlovén költők, írók listája
Ez a lista a szlovén nyelven alkotó költők, írók nevét tartalmazza betűrendben: 
| Ábécé szerinti tartalomjegyzék                      |
| --------------------------------------------------- |
| A B C D E F G H I J K L M N O P Q R S T U V W X Y Z |

## A
- Fran Albreht (1889–1965)
- Ivan Albreht (1893–1955)
- Vera Albreht (1895–1971)
- Miha Andreaš (1762–1821)
- Anton Aškerc (1856–1912)
- Miha Avanzo (1949–)

## B
- Vinko Beličič (1913–1999)
- France Balantič (1921–1943)
- Nejc Bernard (1970–)
- France Bevk (1890–1970)
- Nevin Birsa (1947–2003)
- Andrej Blatnik (1963–)
- Berta Bojetu (1946–1997)
- Matej Bor (1913–1956)
- Rado Bordon (1915–1992)
- Vida Brest (1925–1985)
- Kristina Brenk (1911–2009)
- Tomaž Brenk (1957–2004)
- Andrej Brvar (1945–)
- Andrej Budal (1889–1972)

## C
- Ivan Cankar (1876–1918)
- Andrej Capuder (1942–2018)
- Ivan Cimerman
- Franc Cimperman (1852–1873)
- Josip Cimperman (1847–1893)
- Valentin Cundrič (1938–)

## Č
- Primož Čučnik (1971–)
- Anica Černej (1900–1944)
- Marij Čuk (1952–)

## D
- Aleš Debeljak (1961–2016)
- Anton Debeljak (1887–1952)
- Tine Debeljak (1913–1989)
- Milan Dekleva (1946–)
- Karel Destovnik Kajuh (1922–1944)
- Jure Detela (1951–1992)
- Feliks Dev (1732–1786)
- Tihomila Dobravc (1965–)
- Tihomila Dobravc (1920–)
- Ivan Dornik (1892–1968)
- Ciril Drekonja (1896–1944)
- Jože Dular (1915–2000)

## E
- Fran Eller (1873–1956)

## F
- Bogomir Fatur (1914–1990)
- Lea Fatur (1875–1943)
- France Forstnerič (1933–)
- Ervin Fritz (1940–)
- Anton Funtek (1862–1932)

## G
Engelbert Gangl (1873–1950)
Iztok Geister Plamen (1945–)
Alenka Glazer ( – )
Janko Glazer [1893–1975)
Goran Gluvić (1957–)
Vojko Gorjan (1949–1975)
Cvetko Golar (1879–1965)
Sonja Golec ( – )
Pavel Golia (1887–1959)
Alojz Gradnik (1882–1968)
Niko Grafenauer (1940–)
Simon Gregorčič (1844–1906)
Pankracij Gregorec (1867–1920)
Barbara Gregorič (1964–)
Igo Gruden (1893–1948)
Pavla Gruden (1921–2014))

## H
Maja Haderlap (1961–)
Gema Hafner (1919–1996)
Matjaž Hanžek (1949–)
Milka Hartman (1902–)
Fany Hausmann (1818–1862)
Andrej Hočevar
Branko Hofman (1929–1991)
Ivan Hribovšek [1923–1945)
Jurij Hudolin (1973–)

## I
Alojz Ihan (1961–)
Jožef Iskrač (1836–1900)

## J
Jure Jakob
Stanko Janežič
Gustav Januš (1939–)
Jurij Japelj (1744–1807)
Miran Jarc (1900–1942)
Urban Jarnik (1784–1844)
Simon Jenko (1835–1869)
Alenka Jenstrle Doležal (1959–)
Vida Jeraj (1875–1932)
Luka Jeran (1818–1896)
Marjetka Jeršek
Milan Jesih (1950–)
Gelč Jontes (1906–1972)
Slavko Jug

## K
Mila Kačič (1912–2000)
Ivana Kampuš (1945–)
Borut Kardelj
Alma Karlin (1889–1950)
Miha Kastelic (1796–1868)
Jožef Kenda (1859–1929)
Dragotin Kette (1876–1899)
Milan Kleč (1954–)
Miha Klinar
Marjan Klinar (1922–1983)
Mile Klopčič (1905–1984)
Majda Kne (1954–)
Fran Kobal (1881–1937)
Josip Kobal (1870–1888)
Andrej Kocbek
Edvard Kocbek (1904–1981)
Matjaž Kocbek (1946–)
Slavko Kočevar Jug (1934–1997)
Anton Koder (1851–1918)
Zdenko Kodrič
Andrej Kokot (1936–)
Janez Kolenc
Miklavž Komelj (1970–)
Sonja Koranter (1948–)
Barbara Korun
Vladimir Kos (1924–)
Jovan Koseski (1798–1884)
France Kosmač
Srečko Kosovel (1904–1926)
Stano Kosovel
Peter Košak (1943–1993)
Miroslav Košuta (1936–)
Jure Kovič
Kajetan Kovič (1931–)
Barbara Kozak
Lojze Krakar (1929–1995)
Taja Kramberger (1970–)
Miško Kranjec (1908–1983)
Naci Kranjec
Marko Kravos (1943–)
Julius Kugy (1858–1944)
Tone Kuntner (1943–)
Eva Kurnik (1997–)
Meta Kušar (1952–)
Zofka Kveder (1878-1926)

## L
- Anton Levec (1852 – ????)
- Peter Levec (1923–)
- Jernej Levičnik (1808–1883)
- Zlatka Levstek (1944–)
- Fran Levstik (1831–1887)
- Anton Tomaž Linhart (1756–1795) drámaíró, költő, történész
- Dušan Lipovec (1952–2005)
- Florjan Lipuš (1937–)
- Zlatka Lokatos Obid
- Mihael Lotrič (1937–)
- Joža Lovrenčič (1890–1952)

## M
France Magajna (1957–)
Rudolf Maister (1874–1934)
Svetlana Makarovič (1939–)
Miroslav Malovrh (1861–1922)
Neža Maurer (1930–)
Blaž Mavrel
Miha Mazzini (1961)
Andrej Medved (1947–)
Anton Medved (1869–1910)
Vladimir Memon
Janez Menart (1929–2004)
Ace Mermolja (1951–)
Frane Milčinski – Ježek (1914–1988)
Ivan Minatti (1924–)
Iztok Mlakar
Štefan Modrinjak (1774–1827)
Vinko Möderndorfer (1958–)
Štefan Modrinjak (1774–1827)
Vida Mokrin Pauer (1961–)
Jože Moškrič
Brane Mozetič (1958–)
Uroš Mozetič
Ludvik Mrzel (1904–1971)
Kristijan Muck
Josip Murn Aleksandrov (1879–1901)
Erna Muser (1879–1901)

## N
Bogdana Namestnik ( – )
Anton Novačan (1887–1951)
Boris A. Novak (1953–)
Novica Novaković (1965–)
Lili Novy (1885–1958)

## O
Mart Ogen (1939–1998)
Blaž Ogorevc
Jože Olaj
Anton Oliban (1824–1860)
France Onič (1901–1975)
Iztok Osojnik (1951–)
Nina Osredkar
Josip Osti (1945–)
Jani Oswald (1957–)
Vinko Ošlak (1947–)

## P
Pavlina Pajk (1854–1901)
Rado Palir
Vesna Parun
Marko Pavček (1958–1979)
Tone Pavček (1928–)
Mojca Pelcar-Šarf (1977–)
Ela Peroci (1922–2001)
Bruno Pertot
Ruža Lucija Petelin
Borut Petrovič
Stane Pevec
France Pibernik (1928–)
Matjaž Pikalo (1963–)
Bojan Pisk (1933–)
Klemen Pisk (1973–)
Anton Podbevšek (1898–1981)
Marko Pohlin (1735–1801)
Denis Poniž (1948–)
Marcello Potocco (1974–)
Blaž Potočnik (1799–1872)
Jure Potokar (1956–)
Andrej Praprotnik (1827–1895)
Zoran Predin
Aleksij Pregarc
Ivan Pregelj (1883–1960)
France Prešeren (1800–1849)
Janez Primic (1785–1823)
Marjan Pungartnik (1948–)

## R
Meta Rainer (1904–)
Štefan Remic
Primož Repar
Ivan Resman (1848–1905)
Braco Rotar
Andrej Rozman Roza (1955–)
Gregor Rozman
Franček Rudolf (1944–)

## S
Mojca Seliškar
Tone Seliškar (1900–1969)
Brane Senegačnik
Majda Senica Vujanovič
Peter Semolič (1967–)
Barbara Simoniti
Ivan Sivec (1945–)
Anton Martin Slomšek (1800–1862)
Jože Snoj (1934–)
Valentin Stanič (1774–1847)
Jernej Stante
Jožef Stefan (1835–1893)
Josip Stritar (1836–1923)
Vanja Strle
Gregor Strniša (1929–1987) Strniša Homepage
Igor Stropnik (1966–)
Ivo Svetina (1948–)

## Š
Tomaž Šalamun (1941–)
Severin Šali (1911–1992)
Mitja Šarabon
Črtomir Šinkovec
Albert Širok
Karel Širok
Tone Škrjanec
Jože Šmit (1922–)
Branko Šömen
Ljubka Šorli
Milena Šoukal (1922–)
Milan Štante
Aleš Šteger (1973–)
Artur Štern

## T
Aleš Tacer
Anton Tanc (1887–1947)
Veno Taufer (1933–)
Vida Taufer (1903–1966)
Zora Tavčar
Marjan Telatko
Jernej Terseglav
Lovro Toman (1827–1870)
Edo Torkar
Igor Torkar (1913–2004)
Ivan Zamejski Trinko (1863–1954)
Andrej Trobentar (1951)

## U
- Jože Udovič (1912–1986)

## V
- Matija Valjavec (1831–1897)
- Saša Vegri (1934–)
- Jovan Vesel-Koseski
- Maja Vidmar (1961–)
- Tit Vidmar (1929–1999)
- Danilo Viher
- Cene Vipotnik (1914–1972)
- Jani Virk (1962–)
- Jožef Virk (1810–1880)
- Anton Vodnik (1901–1965)
- France Vodnik (1903–1986)
- Valentin Vodnik (1758–1819)
- Božo Vodušek (1905–1978)
- Herman Vogel (1941–1989)
- Ivan Volarič Feo (1948–)
- Jože Volarič (1932–)
- Zlata Volarič (1930–)
- Erika Vouk ( – )
- Stanko Vraz (1810–1851)
- Tomislav Vrečar

## Z
- Franci Zagoričnik (1933–)
- Ifigenija Zagoričnik (1953–)
- Dane Zajc (1929–2005)
- Jožef Zizenčeli (1658–1714)
- Ciril Zlobec (1925–2018)
- Jaša Zlobec
- Irena Zorko Novak (1953–)
- Uroš Zupan (1963–)
- Brane Zupanc (1950–)
- Mirko Zupančič

## Ž
- Asta Žnidaršič
- Benjamin Žnidaršič (1959–)
- Jaka Železnikar (1971–)
- Marička Žnidaršič
- Oton Župančič (1878–1949)

## Lásd még
- Magyarországi szlovén költők, írók listája